# NGC 4885
NGC 4885 је спирална галаксија у сазвежђу Девица која се налази на NGC листи објеката дубоког неба.
Деклинација објекта је - 6° 51' 11" а ректасцензија 13h 0m 33,8s. Привидна величина (магнитуда) објекта NGC 4885 износи 14,0 а фотографска магнитуда 14,9. NGC 4885 је још познат и под ознакама MCG -1-33-65, IRAS 12579-0635, PGC 44781.